# María Chacón Rendón
María Cecilia Chacón Rendón est une avocate bolivienne, politologue et ancienne ministre de la Défense. 

## Biographie
Le 6 avril 2011, le président Evo Morales désigne María Chacón Rendón comme ministre de la Défense ; elle devient alors la première femme à occuper ce poste en Bolivie.
D'août à octobre 2011, des conflits sociaux éclatent à la suite de la construction d’une route traversant un territoire indigène. Ces derniers ont entamé une marche de protestation qui s’est transformée en un conflit d’ampleur nationale. María Chacón Rendón a démissionné de son poste, le 25 septembre 2011, pour protester contre la violente répression policière des manifestants indigènes, qui a causé la mort d'un enfant, plusieurs blessés et au moins 30 disparus. Dans sa lettre de démission à Evo Morales elle indique : « Je ne partage pas la décision d'intervention contre la marche et je ne peux la justifier dans la mesure où d'autres solutions existaient ».